# Jamundí
Jamundí ou Xamundí est une municipalité de l'aire urbaine de Cali, dans le département du Valle del Cauca (Colombie).

## Géographie

### Localisation
Jamundí est une des 42 municipalités du département du Valle del Cauca, située dans sa partie méridionale à 24 km du centre urbain de Cali, dont elle constitue une ville-dortoir.

### Géologie et relief
Jamundí est à une altitude de 975 mètres, située entre la cordillère Occidentale et la cordillère Centrale. L'essentiel du territoire de la municipalité constitue un plateau, mais certaines parties culminent à 4 200 mètres d'altitude (les Farallones de Cali). La superficie de la municipalité est de 577 km2, parmi lesquels 42 km2 constituent l'aire urbaine et 535 km2 l'aire rurale.

### Hydrologie
Jamundí est sur la rive occidentale du río Cauca.
D'autres rivières traversent le territoire :
- río Claro ;
- Guachinte ;
- Jamundí ;
- Jordán ;
- Pital ;
- Timba.

## Toponymie
La municipalité s'est appelée successivement Villa de Ampudia, Rosario et Rioclaro, avant de prendre le nom de Jamundí, en hommage au cacique Xamundí.

## Histoire
Jamundí est fondée le 23 mars 1536 par les missionnaires jésuites Juan de Ampudia et Pedro de Añazco, suivant l'ordre de Sebastián de Belalcázar. Ce dernier souhaitait ainsi préparer la fondation de Santiago de Cali, qui eut lieu trois mois plus tard.

## Culture locale et patrimoine

### Patrimoine naturel
- Parc national naturel des Farallones de Cali

### Gastronomie
La spécialité culinaire de Jamundí est le cholado, un type de salade de fruits à base de miel, de fruits et de lait concentré.

### Personnalités liées à la municipalité
- Luis Antonio Moreno (1965-) : footballeur né à Jamundí.
- Rosibel García (1981-) : athlète née à Jamundí.
- Yuri Alvear (1986-) : judokate née à Jamundí.